# Die Feuerzangenbowle (Musical)
Die Feuerzangenbowle – Das Musical ist die erste musikalische Umsetzung des gleichnamigen Romans von Heinrich Spoerl mit Musik und Buch von Thorsten Wszolek und Liedtexten von Werner F. Krause und Mathias Münch.
Die Uraufführung fand am 18. Juni 2004 im Mund Art Theater Neu-Isenburg statt. Das hr-fernsehen zeichnete im September 2004 die musikalischen Höhepunkte des Stückes auf und strahlte sie am 1. Januar 2005 um 20:15 Uhr aus.

## Handlung
Das Musical orientiert sich maßgeblich an der Helmut-Weiss-Verfilmung aus dem Jahre 1944 mit Heinz Rühmann in der Hauptrolle. Lediglich ein paar kleine Szenenfolgen wurden verändert, andere Szenen wurden zusammengelegt, um allzu viele Umbaupausen zu vermeiden.

### Erster Akt
Der erfolgreiche Schriftsteller Dr. Johann Pfeiffer aus der Großstadt Wiesbaden muss in einer alkoholisierten Männerrunde feststellen, dass er durch den Unterricht eines Hauslehrers die Freuden und Leiden des ganz normalen Schülerdaseins in einer öffentlichen Lehranstalt verpasst hat. Die anwesenden Herren können ihn dazu überreden, genau das noch einmal für ein paar Wochen nachzuholen. Pfeiffer lässt sich die Haare schneiden, den Bart abnehmen, wie ein Schüler der 30er Jahre bekleiden und reist in das kleine Städtchen Neu-Isenburg, um dort das Gymnasium zu besuchen. Zunächst stehen ihm Schüler und Lehrer gleichermaßen skeptisch gegenüber, doch bald entwickelt er sich zum Klassenliebling und lässt keine Gelegenheit aus, seine Pauker mit irgendwelchem Schabernack an der Nase herumzuführen.
Durch Zufall lernt er die Tochter des Schuldirektors, Eva Knauer, kennen und verliebt sich in sie. In Wiesbaden jedoch ist seine eigentliche Verlobte Marion durch sein plötzliches Verschwinden außer sich vor Wut. Als sie durch Pfeiffers Diener dessen derzeitige Unterkunft erfährt, reist sie kurzerhand nach Neu-Isenburg, um ihren geliebten Johann wieder nach Hause zurückzuholen.

### Zweiter Akt
Johann Pfeiffer, der sich durch Marions Gehirnwäsche beinahe hat beeinflussen lassen, entschließt sich in letzter Sekunde, das Schülerdasein doch nicht so schnell an den Nagel zu hängen, und lässt sie verbittert alleine abreisen.
Als sein Klassenlehrer, Prof. Crey, mehr und mehr Wind von der Liaison mit Eva bekommt, stellt er Pfeiffer bei sich in der Wohnung zu Rede, wo er in kurzer Abwesenheit sämtliche Uhren um eine Stunde zurückgestellt bekommt. Daraufhin verschläft er kommenden Morgen und erscheint zu spät im Gymnasium. Diese Stunde nutzt Pfeiffer, um den Lehrern seinen Abschiedsstreich zu spielen.
Es kommt zum Showdown. Dr. Pfeiffer tritt aus dem Schatten und verkündet seine wirkliche Identität. Gemäß Romanvorlage und alter Happy-End-Musicaltradition bekommt er schließlich seine Eva.

## Musical

### Produktionsstab
- Musik: Thorsten Wszolek
- Liedtexte: Werner F. Krause und Mathias Münch
- Produktions-Design: René Bissinger
- Maske: Lutz Paschke und Karin Saalbach
- Musikalische Leitung: Sándor Karoylí
- Orchestration: Thorsten Wszolek
- Technische Leitung: Reinhold Schrodt
- Licht-Design: Manfred Möller
- Ton-Design: Otto Schäfer
- Regie: Thorsten Wszolek

### Hauptdarsteller der Uraufführung

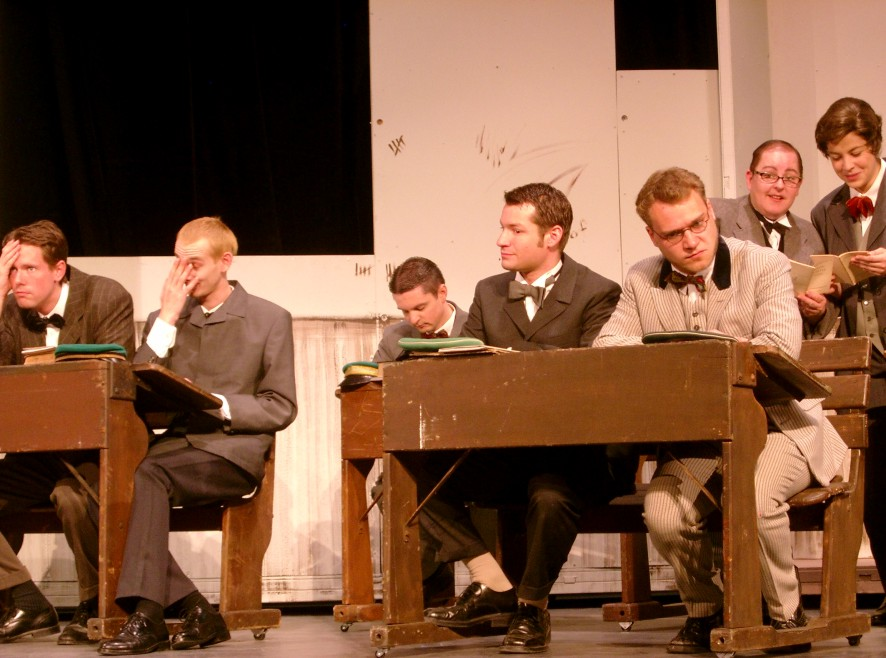
(v.l.) Thorsten Klees, Stefan Jöckel, Jochen Wenzel, Sascha Kaspar, Thorsten Wszolek, Viola Schäfer, Simone Lindenberger, Mund Art Theater 2004

- Thorsten Wszolek (Dr. Johann Pfeiffer)
- Barbara Kornek (Marion, seine Verlobte)
- Wolfgang Bier (Prof. Crey, Klassenlehrer)
- Helga Kolb (seine Haushälterin)
- Jürgen Bülow (Direktor Knauer)
- Gerti Schäfer (seine Frau)
- Stefanie Wszolek (beider Tochter)
- Werner F. Krause (Prof. Bömmel, Physiklehrer)
- Horst Becker (Dr. Brett, Geschichtslehrer)
- Gisela Wolf (Frau Windscheidt, Pfeiffers Zimmervermieterin)
- Jürgen Link-Hessing (Oberschulrat)
- Sascha Kaspar (Rudi Knebel, Schüler)
- Thorsten Klees (Ackermann, Schüler)
- Viola Schäfer (Husemann, Schüler)
- Jochen Wenzel (Luck, Schüler)
- Simone Lindenberger (Rosen, Schüler)
- Horst Duhme (Kliemke, Hausmeister)
- Das Neu-Isenburger Mundart-Ensemble

### Die Musik
Wszoleks musikalische Umsetzung des Stoffes steht im Gegensatz zur Mode oder Entwicklung des Musicals zu Beginn des 21. Jahrhunderts. Gewannen Elemente aus Rock und Pop in Musicals wie Elisabeth oder Jekyll & Hyde immer mehr an Bedeutung, so ist Die Feuerzangenbowle eher im Stil der Klassiker My Fair Lady oder Mary Poppins gehalten. Die Melodien sind ohrwurmhaft und schnell mitsingbar. Sie haben keinen direkten Bezug zum Sound der 30er Jahre, in denen das Musical spielt. Lediglich der Song „Komm'se her, junger Mann“ passt als Charleston in die Epoche. Der Rest der Musik klingt wie aus einem Walt-Disney-Zeichentrickfilm.
Der aggressive Song „Ich will's jetzt gleich“ fällt durch seine ständigen Wechsel von 3/4- und 5/4-Takten aus der Gesamtkomposition heraus.

#### Orchesterbesetzung
Die Instrumentierung für 25 Musiker erinnert an Broadway- oder West-End-Orchester, wie sie zuletzt in Crazy For You (1992), Oklahoma (West-End- und Broadway-Revival 1998) oder South Pacific (West-End-Revival 2001) vorkamen. Heute sind teilweise nur noch bis zu 15 Musiker aus Kostengründen üblich.
Fl/Pic, Ob/EH, Klar/Fl/ASax/BarSax, Klar/BassKlar/Fl/TSax, Fag, Hr (3), Trp (2), Pos/Euphonium, Basspos/Tb, Schl (2), Hf, Key, Vi (5), Va (2), Vc, Kb
Eine verkleinerte Fassung für Tourneen oder kleinere Häuser ist für 15–19 Musiker vorhanden.

#### Die Songs
- Prolog/Nur im Kino
- Die schönste Zeit vom Unterricht
- Neue Welt
- Lied von Prof. Crey
- Lied des Direktors
- De Dampfmaschin'
- Komm'se her, junger Mann!
- Heidelbeerwein
- Im Kerker
- Einen schönen Tag noch
- Das Schützenfest
- Ich will's jetzt gleich
- Entr'Acte
- Das Schild
- Die Konferenz/Eine Mischmaschin'
- Steck die Händ' in die Tasch'
- Die Uhren
- Welch ein Zauber
- Die Imitation
- Finale (Nur im Kino)

## Tonträger
Eine Gesamtaufnahme des Werks mit Wolfgang Völz als Direktor Knauer und Ernst Hilbich als Prof. Bömmel war in Planung, konnte aber nie realisiert werden da Völz 2018 verstorben ist.